# Robert Sucharski
Robert Andrzej Sucharski (ur. 11 lutego 1968 w Olsztynie) – polski filolog klasyczny, nauczyciel akademicki.

## Życiorys
Absolwent filologii klasycznej Uniwersytetu Warszawskiego (1992, mgr – Nonnos z Panopolis i jego «Parafraza Ewangelii wg Św. Jana»”). Doktorat w 1998 (Posejdon w świetle tekstów tabliczek w greckim piśmie linearnym B; promotor: Oktawiusz Jurewicz), habilitacja w 2006 (Aegaeo-Graeca. Ku problemowi greckiej ciągłości kulturowej). Od 2009 profesor nadzwyczajny Uniwersytetu Warszawskiego. W latach 1992–2001 pracownik Instytutu Filologii Klasycznej UW. Od 2001 zatrudniony w Ośrodku Badań nad Tradycją Antyczną w Polsce i w Europie Środkowo-Wschodniej UW. Obecnie profesor nadzwyczajny Wydziału „Artes Liberales” Uniwersytetu Warszawskiego. W latach 1995–2001 był sekretarzem generalnym Polskiego Towarzystwa Filologicznego (2001–2005 kanclerz). Od lutego 2008 był zastępcą dyrektora Instytutu Badań Interdyscyplinarnych „Artes Liberales” Uniwersytetu Warszawskiego. Po przekształceniu tego Instytutu w Wydział „Artes Liberales” Uniwersytetu Warszawskiego w 2012 pełnił funkcję prodziekana ds. studenckich (2012–2016). Przez dwie kadencje (2016–2024) był dziekanem tegoż Wydziału.

## Wybrane publikacje
- (przekład) Jasper Griffin, Homer, przeł. Robert A. Sucharski, Warszawa: Prószyński i S-ka 1999.
- (przekład) Lucilla Burn, Mity greckie, przeł. Robert A. Sucharski, Warszawa: Prószyński i S-ka 1999.
- Posejdon w świetle tekstów tabliczek w greckim piśmie linearnym B, Warszawa: Upowszechnianie Nauki - Oświata "UN-O" 2000.
- Aegaeo-Graeca: ku problemowi greckiej ciągłości kulturowej, Warszawa: OBTA - Ośrodek Badań nad Tradycją Antyczną w Polsce i w Europie Środkowowschodniej - Wydawnictwo DiG 2005.
- (redakcja) Anton Schneeberger, De bona militum valetudine conservanda liber = Księga o zachowaniu dobrego zdrowia żołnierzy, ed. tekstu łac. i przekł. Robert A. Sucharski, przypisy Stanisław Ilnicki i Robert A. Sucharski, wstęp, indeksy i red. całości dzieła Stanisław Ilnicki, Warszawa: Wydawnictwo DiG 2008.